# Rudolph Joseph von Colloredo-Mansfeld
Rudolph Joseph von Colloredo-Mansfeld (Vienna, 16 aprile 1772 – Vienna, 28 dicembre 1843) è stato un politico e nobile austriaco.
Ricoprì la carica di Obersthofmeister alla corte austriaca dal 1835 al 1843.

## Biografia
Rudolph Joseph era figlio dell'ultimo vice cancelliere del Sacro Romano Impero, Franz de Paula Gundaker von Colloredo-Mansfeld e di sua moglie, Maria Isabella von Mansfeld. Suoi fratelli furono il generale imperiale Hieronymus von Colloredo-Mansfeld ed il politico Ferdinand von Colloredo-Mansfeld.
Sotto l'influenza del nonno prima e del padre poi, venne condotto agli studi giuridici a Vienna ed entrò nel mondo della politica di corte. Dopo la morte del genitore nel 1807, dopo la mediatizzazione del Sacro Romano Impero dell'anno precedente, rimase de facto privo dei feudi che regolamentavano il suo accesso alla Dieta tedesca (ora disciolta). Ottenne quindi il 18 agosto 1825, dall'imperatore Francesco I d'Austria il riconoscimento del titolo di "Altezza", proprio dei principi del Sacro Romano Impero. Il 22 dicembre 1817, venne riconosciuto priore per la Lunigiana dell'Ordine di Santo Stefano di Toscana.
Nominato da Francesco I al ruolo di Gran Maresciallo di Corte nel 1830, dal 1834 andò a ricoprire l'incarico di Maggiordomo Maggiore dell'imperatore austriaco (Obersthofmeister) che mantenne sino alla propria morte.
Il 28 maggio 1794, Rudolph Joseph sposò a Salisburgo la contessa Filippina di Oettingen-Katzenstein (1776-1842), dalla quale però non ebbe figli.
Morì a Vienna nel 1843. Alla sua morte gli succedette al titolo di principe il nipote Franz Gundaker, figlio di suo fratello Hieronymus.

## Ascendenza
|                                                |                    |                                         | Genitori                                         |  |  | Nonni |  |  | Bisnonni                       |  |  | Trisnonni               |  |
|                                                |                    |                                         |                                                  |  |  |       |  |  | Hieronymusdi Colloredo-Waldsee |  |  | Ferdinand von Colloredo |  |
|                                                |                    |                                         |                                                  |  |  |       |  |  | Hieronymusdi Colloredo-Waldsee |  |  | Ferdinand von Colloredo |  |
|                                                |                    | Felicita Rabatta                        |                                                  |  |  |       |  |  | Hieronymusdi Colloredo-Waldsee |  |  |                         |  |
| Rudolph Joseph von Colloredo-Waldsee           |                    |                                         |                                                  |  |  |       |  |  | Hieronymusdi Colloredo-Waldsee |  |  |                         |  |
|                                                |                    | Felicita Kinsky von Wchinitz und Tettau | Wenceslaus Norbert Kinsky zu Wchinitz und Tettau |  |  |       |  |  |                                |  |  |                         |  |
|                                                |                    | Felicita Kinsky von Wchinitz und Tettau | Wenceslaus Norbert Kinsky zu Wchinitz und Tettau |  |  |       |  |  |                                |  |  |                         |  |
|                                                |                    | Felicita Kinsky von Wchinitz und Tettau | Anna Franziska Barbara zu Martinicz              |  |  |       |  |  |                                |  |  |                         |  |
| Franz de Paula Gundaker von Colloredo-Mansfeld |                    | Felicita Kinsky von Wchinitz und Tettau |                                                  |  |  |       |  |  |                                |  |  |                         |  |
|                                                |                    | Gundakar Thomas von Starhemberg         | Konrad Balthasar von Starhemberg                 |  |  |       |  |  |                                |  |  |                         |  |
|                                                |                    | Gundakar Thomas von Starhemberg         | Konrad Balthasar von Starhemberg                 |  |  |       |  |  |                                |  |  |                         |  |
|                                                |                    | Gundakar Thomas von Starhemberg         | Francesca Caterina Cavriani                      |  |  |       |  |  |                                |  |  |                         |  |
| Maria Gabriella von Starhemberg                |                    | Gundakar Thomas von Starhemberg         |                                                  |  |  |       |  |  |                                |  |  |                         |  |
|                                                |                    | Maria Josepha Joerger zu Tollet         | Johann Quintin Jorger zu Tollet                  |  |  |       |  |  |                                |  |  |                         |  |
|                                                |                    | Maria Josepha Joerger zu Tollet         | Johann Quintin Jorger zu Tollet                  |  |  |       |  |  |                                |  |  |                         |  |
|                                                |                    | Maria Josepha Joerger zu Tollet         | Maria Rosalia von Losenstein-Gschwendt           |  |  |       |  |  |                                |  |  |                         |  |
| Rudolph Joseph von Colloredo-Mansfeld          |                    | Maria Josepha Joerger zu Tollet         |                                                  |  |  |       |  |  |                                |  |  |                         |  |
|                                                | Bruno von Mansfeld | Bruno von Mansfeld                      |                                                  |  |  |       |  |  |                                |  |  |                         |  |
|                                                | Bruno von Mansfeld | Bruno von Mansfeld                      |                                                  |  |  |       |  |  |                                |  |  |                         |  |
|                                                | Bruno von Mansfeld | Christine von Barby-Mühlingen           |                                                  |  |  |       |  |  |                                |  |  |                         |  |
| Heinrich Franz von Mansfeld                    | Bruno von Mansfeld |                                         |                                                  |  |  |       |  |  |                                |  |  |                         |  |
|                                                |                    | Maria Magdalena von Toerring            | Ferdinand von Toerring                           |  |  |       |  |  |                                |  |  |                         |  |
|                                                |                    | Maria Magdalena von Toerring            | Ferdinand von Toerring                           |  |  |       |  |  |                                |  |  |                         |  |
|                                                |                    | Maria Magdalena von Toerring            | Renata zu Schwarzenberg                          |  |  |       |  |  |                                |  |  |                         |  |
| Maria Isabella von Mansfeld                    |                    | Maria Magdalena von Toerring            |                                                  |  |  |       |  |  |                                |  |  |                         |  |
|                                                |                    | Charles d'Aspremont                     | Absalon d'Aspremont                              |  |  |       |  |  |                                |  |  |                         |  |
|                                                |                    | Charles d'Aspremont                     | Absalon d'Aspremont                              |  |  |       |  |  |                                |  |  |                         |  |
|                                                |                    | Charles d'Aspremont                     | Claude d'Y                                       |  |  |       |  |  |                                |  |  |                         |  |
| Marie Louise d'Aspremont                       |                    | Charles d'Aspremont                     |                                                  |  |  |       |  |  |                                |  |  |                         |  |
|                                                |                    | Marie Françoise de Mailly               | Louis III de Mailly                              |  |  |       |  |  |                                |  |  |                         |  |
|                                                |                    | Marie Françoise de Mailly               | Louis III de Mailly                              |  |  |       |  |  |                                |  |  |                         |  |
|                                                |                    | Marie Françoise de Mailly               | Isabelle Claire Eugénie de Croy                  |  |  |       |  |  |                                |  |  |                         |  |
|                                                |                    | Marie Françoise de Mailly               |                                                  |  |  |       |  |  |                                |  |  |                         |  |